# ماساتاکا نومورا
ماساتاکا نومورا (انگلیسی: Masataka Nomura؛ زادهٔ ۲۹ ژوئن ۱۹۹۱) بازیکن فوتبال اهل ژاپن است.